# Онгарбаев, Имамадин Закирович
Имамадин Закирович Онгарбаев (каз. Имамадин Закирұлы Оңғарбаев; 21 февраля 1953, с. Акбасты, Аральский район, Кзыл-Ординская область, Казахская ССР) — казахстанский государственный деятель. Почётный гражданин города Кызылорда и Аральского района.

## Биография
Онгарбаев Имамадин Закирович родился 21 февраля 1953 года в селе Акбасты Аральского района Кызылординской области.

### Образование
В 1975 году окончил Казахский политехнический институт по специальности инженер-строитель.

### Трудовая деятельность
После окончания института с 1975 по 1992 годы работал мастером участка, старшим инженером, руководителем группы, главным конструктором, главным инженером проекта, начальником мастерской.
С 1992 по 2003 годы работал в нефтяной отрасли.
С 2003 по 2004 годы - директор товарищества "Казнефтегазконсалтинг".
С июня 2004 года несколько месяцев был заместителем акима Кызылорды, затем назначен заместителем акима Кызылординской области. 
7 ноября 2005 назначен акимом города Кызылорды.
15 февраля 2007 назначен советником акима Кызылординской области.
С 2008 по 2012 годы - управляющий товариществом" Казнефтегазконсалтинг", первый заместитель генерального директора сернокислотного завода акционерного общества" Казатомпром".
С апреля 2012 года работал директором филиала Объединенной дирекции строящихся предприятий «Арал» Республиканского государственного предприятия "Казводхоз".
3 апреля 2019 года назначен советником акима города Кызылорда.

## Награды
Кавалер ордена "Құрмет" (2022). Награжден Почетной грамотой Кызылординской области. Почетный гражданин Аральского района и города Кызылорда.